# カルロス・カニサレス
カルロス・カニサレス（Carlos Cañizales、1993年3月11日 - ）は、ベネズエラのプロボクサー。カラカス出身。現WBC世界ライトフライ級王者。元WBA世界ライトフライ級レギュラー王者。

## 来歴

#### ライトフライ級
2015年10月10日、カラカスのエル・ポリエドロにてWBAフェデラテンライトフライ級王者でWBA世界ライトフライ級4位のロバート・バレラと対戦し、11回2-1（108-102、108.5-102、103.5-106.5）の判定勝ちを収め、王座を獲得した。
2016年12月31日、大田区の大田区総合体育館にてWBA世界ライトフライ級王者田口良一と対戦し、12回1-1（116-112、114-114、112-116）の判定で引き分けに終わり王座を獲得できなかった。
2018年3月18日、神戸市の神戸ポートピアホテルにて、WBA世界ライトフライ級レギュラー王座決定戦をWBA世界ライトフライ級2位の小西伶弥と行い、12回3-0（116-111、115-112、114-113）の判定勝ちを収め王座を獲得した。
2018年7月15日、クアラルンプールのプトラ・インドア・スタジアムにてマニー・パッキャオVSルーカス・マティセーの前座で、史上最速となる2戦目での世界王座獲得を狙っていたWBA世界ライトフライ級12位の呂斌と対戦し、12回2分59秒TKO勝ちを収め初防衛に成功した。
2019年5月26日、江西省撫州市の撫州スポーツ・センターにて元WBO世界フライ級王者でWBA世界ライトフライ級2位の木村翔と対戦し、12回3-0（119-109×2、118-110）の判定勝ちを収め2度目の防衛に成功した。
2020年12月17日、コロンビアにてヘスス・シルベストレと対戦する予定だったが、シルベストレが前日に体重超過があった為試合は中止になった。
2021年5月28日、メキシコシティにて2年ぶりの防衛戦をエステバン・ベルムデスと行うが、プロ初黒星となる6回TKO負けを喫し3度目の防衛に失敗、王座から陥落した。

#### フライ級
2022年3月26日、コヨアカンで元WBC世界ライトフライ級王者のガニガン・ロペスとWBAアメリカ大陸フライ級王座決定戦を行い、4回KO勝ちを収め王座を獲得した。

#### ライトフライ級復帰
2024年1月23日、エディオンアリーナ大阪でWBAスーパー・WBC世界ライトフライ級王者の寺地拳四朗と対戦し、12回0-2（113-113、112-114×2）の僅差の判定負けを喫しWBC王座獲得とWBA王座に返り咲きは出来なかった。また、この試合はBWAAの年間最高試合賞にあたるモハメド・アリ - ジョー・フレイジャー賞にノミネートされたものの、受賞とはならなかった。
2024年12月26日、バンコクのラジャダムナン・スタジアムで寺地拳四朗の王座返上に伴い元WBC世界ミニマム級王者でWBC世界ライトフライ級2位のペッチマニー・ゴーキャットジムとWBC世界ライトフライ級王座決定戦を行い、12回0-2（114－114、113-115、112-116）の判定負けを喫し王座返り咲きに失敗した。しかし、カニサレスが優勢に見えた試合で3人のジャッジのうち1人はドロー、残りの2人が地元判定でパンヤを支持したことから判定の結果にタイの観衆からもブーイングが起こりSNSは大炎上となり、WBC会長のマウリシオ・スライマンも調査を明言した。
2025年1月18日、WBCはペッチマニーとカニサレスとのダイレクトリマッチによる再戦を指令した。期限は同年2月18日までで、合意に達しない場合は入札になる事となった。
2025年8月1日、カラカスのポリエドロ・デ・カラカスにてWBC世界ライトフライ級王者のペッチマニー・ゴーキャットジムとダイレクトリマッチを行い、5回2分52秒KO勝ちを収め約4年2ヶ月ぶりとなるWBAレギュラー王座に続く王座を獲得した。

## 獲得タイトル
- ベネズエラライトフライ級王座
- WBAフェデラテンライトフライ級王座
- WBA世界ライトフライ級レギュラー王座（防衛2）
- WBAフェデカリブライトフライ級王座
- WBAアメリカ大陸フライ級王座
- WBC世界ライトフライ級王座（防衛0）